# Vilanova de Viver
|  | Aquest article tracta sobre el municipi de l'Alt Millars. Vegeu-ne altres significats a «Villanueva de la Reina». |

Vilanova de Viver, també conegut com Vilanova de la Reina (en xurro La Villanueva i en castellà i oficialment, Villanueva de Viver) és un municipi valencià situat a la comarca de l'Alt Millars. Limita amb la Font de la Reina i Caudiel.

## Geografia
El paisatge de Vilanova de Viver és muntanyós i abrupte, i hi abunden els barrancs i les pinedes. El poble està situat a 900 metres sobre el nivell del mar i té un clima mediterrani continentalitzat.

## Història
Va ser coneguda oficialment en l'inici del segle xx com Villanueva de la Reina, segons la tradició per haver pertangut a una reina mora, pertanyent des de la seua fundació al bisbat de Sogorb.

## Economia
L'economia es basa en l'agricultura i l'apicultura. En agricultura els cultius que destaquen són els cereals i l'ametler.

## Demografia
| 1990 | 1992 | 1994 | 1996 | 1998 | 2000 | 2002 | 2004 | 2006 | 2008 | 2010 |
| ---- | ---- | ---- | ---- | ---- | ---- | ---- | ---- | ---- | ---- | ---- |
| 129  | 115  | 97   | 95   | 88   | 79   | 75   | 71   | 72   | 74   | 69   |

## Monuments
- Església de Sant Francesc d'Asis. Del segle xvi.

D'estil gòtic i clàssic, d'una sola nau amb capelles laterals i cor alt als peus amb barana abalustrada del segle xviii. Conserva algunes peces d'orfebreria.
- Ermita de Sant Martí.

## Festes i celebracions
- Festes patronals. Del 18 al 25 d'agost en honor de Santa Bàrbera i Sant Martí.